# Donkey Kong Country
Donkey Kong Country (in Japan unter dem Titel Super Donkey Kong erschienen, abgekürzt DKC) ist ein Side-Scrolling-Jump-’n’-Run mit animierten, dreidimensional wirkenden Figuren und teilweise britisch angehauchtem Humor in Form von Wortspielen, comicartigen Animationen und Slapstick-Einlagen.
Mit dieser Videospielserie veränderte Rareware die Spielweise von Shigeru Miyamotos erfundenem Donkey Kong hin zum Side-Scroller. Die britische Entwicklerschmiede baute einige neue Charaktere ein, die zur Kong-Familie zählen. Lediglich der Charakter Donkey Kong Jr., der in Rarewares Spielen nicht mehr auftrat, geriet in Vergessenheit. Als Microsoft im Jahr 2002 Rareware von Nintendo aufkaufte, behielt Nintendo die Rechte an Donkey Kong und den von Rareware erschaffenen Charakteren wie Diddy Kong oder Cranky Kong.

## Handlung
Donkey Kong beauftragt seinen besten Freund, den kleinen Schimpansen Diddy Kong, in einer stürmischen Nacht auf seine Bananenvorräte achtzugeben. Als sich Diddy gerade der von Donkey zugeteilten Aufgabe annimmt, tauchen einige Mitglieder der Kremlings auf, die Diddy überwältigen und in ein Fass sperren. Erst am nächsten Morgen werden Donkey Kong und dem herbeigeeilten Cranky Kong das Ausmaß des Überfalls bewusst. Der gesamte Bananenvorrat der Kongs wurde von den Kremlings gestohlen. Donkey Kong schwört nun Rache und bricht auf, um die gestohlenen Bananen zurückzuholen.

## Gameplay

### Spielprinzip
Donkey und Diddy müssen sicher durch zahlreiche Level mit unterschiedlichsten Thematiken gesteuert werden. Der Schwierigkeitsgrad steigt, je weiter man im Spiel fortschreitet. Die einzelnen Level werden über eine Weltkarte ausgewählt, auf der sich außerdem zusätzliche Elemente, unter anderem zum Speichern des Spielfortschritts, befinden. Das Spielgebiet ist in sechs große Welten eingeteilt, die jeweils über mehrere Level und einen Endgegner am Schluss verfügen. Zwar ist das Hauptziel immer das Erreichen des Levelendes, dieses in den Grundzügen recht simple Spielprinzip wird allerdings durch zahlreiche zusätzliche Gameplay-Elemente aufgewertet. Zum Beispiel beinhaltet fast jedes Level mindestens einen Bonusraum, den es zu entdecken gilt. Das Spiel kann man nur zu 101 % durchspielen, wenn man auch alle Bonusräume gefunden hat. Betritt man keinen dieser Bonusräume, kann man das Spiel mit einem Spielstand von 34 % abschließen. Jeder gefundene Bonusraum erhöht den Spielstand um 1 %.
Neben den einzelnen Levels gibt es in jeder Welt Anlaufstellen, in denen Dienstleistungen weiterer Mitglieder der Familie Kong in Anspruch genommen werden. In Cranky Kongs Koje kann sich der Spieler mehr oder weniger sinnvolle Tipps und Ratschläge abholen. Funky Kongs Fliegerfass wird benötigt, um zwischen den verschiedenen Spielwelten umherzureisen und in Candy Kongs Speicher kann man das Spiel abspeichern.

### Spielstart
Nachdem man das Spiel gestartet hat, erscheint zunächst der Startbildschirm und ein kurzes Intro. Anschließend gelangt man ins Optionsmenü, welches 3 Speicherslots beinhaltet. Alle 3 Slots dienen dazu, ein bereits gespeichertes Spiel zu laden. Weiterhin wird der Spielmodus, die gespielte Zeit und wie viel Prozent vom Spiel schon absolviert wurde, angezeigt. Außerdem kann man über spezielle Menüs die Sprache (Englisch, Deutsch, Französisch) einstellen oder bereits gespeicherte Spiele löschen.
Um ein neues Spiel zu starten, muss man einfach einen leeren Speicherslot aktivieren. Man gelangt anschließend in ein Menü, indem man den Spielmodus auswählt. Folgende Modi stehen zu Auswahl:
- Einzelspieler

Man spielt das Spiel alleine und steuert dabei den jeweils aktivierten Charakter.
- Zwei Spieler – Kontest

Man spielt gegen einen zweiten Spieler. Dabei spielt zunächst Spieler 1, bis er das Level geschafft oder ein Leben verloren hat. Anschließend ist Spieler 2 dran. Der Wettbewerb besteht darin, wer die meisten Level am schnellsten schafft.
- Zwei Spieler – Team

In diesem Modus spielen 2 Spieler zusammen. Hier steuert Spieler 1 Donkey Kong, während Spieler 2 Diddy Kong übernimmt. Die Kontrolle hat während des Spiels immer nur der Spieler, dessen Affe gerade aktiviert ist.

### Im Spiel
Das Gameplay ist für Side-Scrolling-Jump-'n'-Runs typisch und ähnelt zum Beispiel dem der Super-Mario-Serie. Auffallend ist, dass keine Anzeigen, wie Punkte, Leben oder ähnliches im Spielbildschirm auftauchen. Sämtliche Anzeigen werden nur für kurze Zeit angezeigt. Sammelt man zum Beispiel ein Extra-Leben ein, so taucht der Zähler für die vorhandenen Leben für kurze Zeit auf und verschwindet danach wieder. Dies begründen die Entwickler damit, dass man dem Spieler die Grafik und Spielwelt nicht durch Anzeigen verschandeln möchte. Das Spiel wird von vielen Kritikern gelobt, da es über eine sehr ausgearbeitete Steuerung verfügt, die zu dieser Zeit (1994) bei keinem anderen Spiel so gut war.
Folgende Bildschirmanzeigen sind im Spiel vorhanden:
Im Level
- „Bananenzähler“: Zeigt die gesammelte Menge an Bananen an. Für 100 Bananen erhält man ein Extraleben.
- „K-O-N-G Buchstaben“: Sammelt man einen der vier Buchstaben ein, werden dieser und die bis dahin gesammelten eingeblendet. Findet man alle vier Buchstaben, erhält man ebenfalls ein Extraleben.
- „Kong-Ballons“: Diese Anzeige wird eingeblendet, wenn man einen Ballon einsammelt oder ein Leben verliert, und zeigt die zur Verfügung stehenden Leben an.

Auf der Übersichtskarte
Auf der Übersichtskarte werden die bereits freigespielten Level und Anlaufstellen der Kong-Familie dargestellt. Ein noch zu bestreitendes Level wird durch einen Kremling-Kopf dargestellt, ein bereits beendetes Level mit dem Kopf des jeweiligen Affen, der aktiv das Ziel des Levels erreicht hat. Die Dienstleitungsstellen der Familie Kong werden durch den Kopf des jeweiligen Mitglieds der Familie Kong angezeigt. Bei jedem anwählbaren Level bzw. jeder Spielwelt wird oben am Bildschirm der Name des jeweiligen Levels oder der Spielwelt angezeigt. Hat man alle Bonuslevel in einem Level absolviert, erscheint ein Ausrufezeichen neben dem Levelnamen.

## Die Spielwelt
Die Spielwelt besteht aus sieben Gebieten, welche jeweils ein optisches Thema haben und sich hinsichtlich des Schwierigkeitsgrads und der auftretenden Spielmechaniken unterschieden. Die Gebiete sind ihrerseits in Level gegliedert, welche vom Spieler auf einer Übersichtskarte angewählt werden. Jedes Gebiet hat einen besonders schwierigen Endgegner am Ende des letzten Levels.
- Tiefer Kongo umfasst sechs Level, ist thematisch vom Dschungel inspiriert und zeichnet sich durch einen niedrigen Schwierigkeitsgrad sowie einfach zu findende Bonuslevel aus. Endgegner der Spielwelt ist der große Biber „Very Gnawtny“ (eine Verballhornung von „very naughty“, deutsch etwa „sehr unartig“, mit „gnaw“, deutsch „nagen“).
- Affenminen ist sieben Level lang und greift thematisch Bergwerke auf. Prägnante Spielmechaniken sind ein Autoscroller-Parcour-Level mit einer Lorenfahrt. Endgegner dieser Spielwelt ist ein riesiger Geier namens „Necky“.
- Traubental umfasst ebenfalls sieben Level und hat wieder den Dschungel zum Thema, ist allerdings diverser aufgestellt: einzelne Level spielen auf Plattformen zwischen Baumhäusern oder in Dschungeltempeln. Endgegner ist die Biene „Bumble 'B' Rumble“, der erste Endgegner des Spiels mit mehrstufigen Mechaniken.
- Gorilla Gletscher greift alpine Themen auf und wird optisch von Schnee und Eis dominiert. Das Gebiet ist sieben Level lang. Neue Spielmechaniken sind ein Schneesturm, welcher das Vorankommen behindert, sowie Seile, welche nur die Bewegung in eine Richtung erlauben. Endgegner dieser Welt ist „Really Gnawtny“ (Verballhornung von „really naughty“, deutsch etwa „wirklich unartig“, siehe oben), welcher Mechaniken des Endgegners des ersten Gebiets aufgreift und komplexer ausgestaltet.
- Krimskrams GmbH hat sieben Level und wird von Industrielandschaften und Umweltverschmutzung dominiert. Das Gebiet stellt erhöhte Anforderungen an die Reflexe des Spielers, da viele Level nur mittels mehrerer aufeinanderfolgender Sprünge durchquert werden können. Endgegner ist das Giftmüllfass „Herr Dumpfbacke“.
- Affenklein-Höhle ähnelt optisch dem zweiten Spielgebiet, jedoch sind die Höhlen hier natürlichen Ursprungs und durch ihre Enge schwieriger zu navigieren. Die Spielmechanik der Lore wird wieder aufgegriffen, jedoch muss das Gefährt nun durch aufzusammelnde Gegenstände betankt werden. Endgegner ist erneut der Geier „Necky“. Das Gebiet hat sechs Level.
- Gallionsplanken ist kein Spielgebiet im eigentlichen Sinne, jedoch ist das letzte Level so lang und unterscheidet sich thematisch so stark von den anderen Leveln, dass es als solche gezählt wird. Im Endkampf muss der Pirat „King K. Rool“ besiegt werden, worauf der Abspann mit einigen amüsanten Szenen folgt.

## Charaktere
→ nähere Informationen: Figuren in den Donkey-Kong-Spielen
- Donkey Kong: Donkey Kong ist der Hauptcharakter und Namensgeber von Donkey Kong Country. Mithilfe seines Kumpels Diddy versucht er, die von King K. Rool gestohlenen Bananen zurückzuholen und schließlich den Kremlingsboss selbst zu besiegen. Um dies zu erreichen, muss er sich durch verschiedenste Level schlagen und sich gegen diverse Kremlinge behaupten, um am Ende gegen K. Rool selbst antreten zu können. Ist der Finalkampf gegen K. Rool gewonnen, können die Kongs die Bananen wieder ihr Eigen nennen.

- Diddy Kong: Diddy Kong ist Donkeys bester Freund und treuer Wegbegleiter. Er steht Donkey Kong im Kampf gegen die Kremlings tatkräftig zur Seite. Diddy ist kleiner und leichter als Donkey, weshalb er schneller rennen und weiter springen kann als sein Freund. Allerdings ist er dadurch, im Gegensatz zu Donkey Kong, nicht in der Lage, starke Kremlings mit einem Sprung auf deren Kopf auszuschalten.

- King K. Rool: K. Rool ist der Anführer aller Kremlings und Gegenspieler von Donkey Kong. Ihn gilt es am Ende des Spiels im Finalkampf, auf dessen Piratenschiff, zu besiegen.

- Cranky Kong: Cranky Kong gibt in jeder Spielwelt in seiner Koje Tipps zu Bonusspielfundorten. Er wird in Donkey Kong Country als der Großvater von Donkey Kong bezeichnet. Außerdem erfährt man in der Spieleanleitung von DKC, dass Cranky Kong der „alte“ Donkey-Kong-Charakter des Arcade-Spiels Donkey Kong ist.

- Funky Kong: Funky ist ein guter Freund von Donkey und Diddy. Mit seinem Fliegerfass ist es möglich, zwischen den Spielwelten hin- und herzureisen. Funky ist in jeder Spielwelt zu finden.

- Candy Kong: Die attraktive Candy ist Besitzerin des Speicherfasses, in dem man den Spielstand speichern kann. Candys Speicherfass ist, ebenso wie Crankys Koje und Funkys Flüge, in jeder Spielwelt zu finden.

- Tierhelfer: Durch das Springen auf die in den Welten auffindbaren Tierkisten werden die darin gefangenen Tiere freigelassen. Diese helfen Donkey und Diddy mit ihren Fähigkeiten auf ihrer Reise. Folgende Tiere lassen sich finden:
  - Rambi, das Nashorn kann durch die Welten rennen und mit seiner Rammattacke Gegner aus dem Weg räumen oder geheime Tunnel freilegen.
  - Enguarde, der Schwertfisch erlaubt eine bessere Steuerung und schnelleres Fortbewegen unter Wasser und hilft außerdem beim Bekämpfen von Feinden, die unter der Wasseroberfläche heimisch sind.
  - Winky, der Frosch verfügt über enorme Sprungkraft und ermöglicht damit das Erreichen von hoch oben gelegenen Wegen.
  - Expresso, der Vogelstrauß läuft sehr schnell und kann zudem über große Distanzen flattern. Durch den sogenannten „Straußenschnellgang“[4] kann er einige kleine Gegner „überlaufen“.
  - Squawks, der Papagei unterstützt die Affen in dunklen Bereichen des Levels „Glühbirnen Drama“ mit einer Taschenlampe, die einen kleinen Lichtkegel erzeugt.

## Gegenstände
Zahlreiche verschiedene Utensilien sind in den Welten auffindbar und helfen den Affen auf ihrer Reise:

### Gegenstände für Extraleben
So verschafft das Sammeln von 100 Bananen dem Spieler ein Extraleben. Diese sind in allen Spielwelten großzügig verteilt. Es gibt auch Bananenstauden, die 10 Bananen auf einmal enthalten.
In jedem Level befinden sich vier Buchstaben, die zusammengesetzt das Wort K-O-N-G ergeben. Das Auffinden aller vier Buchstaben innerhalb eines Levels verhilft zu einem Extraleben.
Auch durch das Aufsammeln eines Luftballons lassen sich, je nach Farbe des Ballons, ein oder mehrere Extraleben dazugewinnen. Ein roter Ballon bringt 1 Extraleben, ein grüner Ballon 2 und ein blauer Ballon 3 Extraleben.

### Fässer
- Einige Fässer lassen sich auf Feinde werfen, um diese auszuschalten. Dabei werden Holzfässer meist beim Treffen eines Gegners oder einer Wand zerstört, während Stahlfässer von Wänden abprallen und praktisch durch das ganze Level rollen könnten. Zudem kann man die Spielfigur auf einem rollenden Stahlfass platzieren, um Gegner aus dem Weg zu räumen. TNT-Fässer explodieren bei Berührung mit einem Gegner oder dem Boden.

- Fässer mit einem DK-Symbol bringen einen verloren gegangenen Kumpanen zurück.

- Sternenfässer tauchen nur einmal in der Mitte des Levels auf und dienen als Rücksetzpunkt.

- Wieder andere Fässer lassen sich wie Schalter ein- oder ausschalten, um das Vorankommen, zum Beispiel durch dunkle Spielpassagen zu ermöglichen.

- Eine wichtige Variante stellen die Kanonenfässer dar, die die Spielfigur bei Berührung mit hoher Geschwindigkeit über Abgründe schießen. Dabei wird zwischen automatischen und manuellen Kanonenfässern unterschieden.

### Tierstatuen
In den Levels und Bonusräumen befinden sich goldene Tierstatuen. Diese symbolisieren jeweils einen der Tierhelfer. Findet man 3 Statuen eines Tierhelfers, gelangt man in ein Bonuslevel, in dem man ausschließlich das entsprechende Tier steuert. Die Aufgabe in diesen Leveln ist es, Miniaturausgaben der goldenen Statuen zu sammeln. Pro 100 gesammelter Statuen, erhält man ein Extraleben. Außerdem existiert in jedem dieser Level, gut versteckt, eine große Tierstatue, die die Anzahl der bisher eingesammelten Statuen verdoppelt.

## Entwicklung
Donkey Kong Country wurde wie seine beiden SNES-Nachfolger DKC2 und DKC3 vom britischen Videospielhersteller Rare entwickelt und von Nintendo veröffentlicht. Rare-Gründer Tim Stamper war als Director tätig, der heutige Creative Director des Unternehmens Gregg Mayles war für das Game Design verantwortlich. Die Grafiken von Donkey Kong Country wurden mit leistungsstarken Computern der Firma Silicon Graphics, den sogenannten „Silicon Graphics Inc. Workstations“, erstellt und später für das SNES umgesetzt. Diese Computer wurden auch bei Spielfilmen, wie Jurassic Park oder Terminator 2 – Tag der Abrechnung, eingesetzt. Zum Darstellen fotorealistischer Spielfiguren wurde zudem ein spezielles Programmierhandwerkzeug names „ALIAS“ verwendet. Für die Spielgrafik wurden 3D-Objekte aus Polygonen zusammengesetzt und anschließend mit Farben und Texturen bedeckt. Um alles realistisch wirken zu lassen, bediente man sich bei der Umgebung des alten ländlichen Gebäudes, in dem Rare seinen Sitz hatte. Wurden beispielsweise Texturen für Bäume benötigt, pflückte man Blätter von Bäumen. Wurden Texturen für ein rostiges Fass benötigt, wurde eine alte Schaufel gescannt. Das fertige Spiel wurde 1994 auf der Consumer Electronics Show vorgestellt.
Wie für die SNES-Version war Rare auch für die Entwicklung des Game-Boy-Advance-Remakes, des Game-Boy-Color-Remakes und des auf Donkey Kong Country basierenden Game-Boy-Spiels Donkey Kong Land verantwortlich. Beim GBA-Remake wurden Satoru Iwata, von 2002 bis zu seinem Tod im Jahr 2015 Nintendo-Präsident, als Executive Producer und Shigeru Miyamoto als Producer eingesetzt.

## Hintergrund
Das SNES war zum Erscheinungszeitpunkt von Donkey Kong Country bereits vier Jahre alt. Die 16-Bit-Prozessorarchitektur der Konsole galt 1994 bereits als veraltet, da erste 32-Bit-Konsolen auf den Markt kamen. Rare entwickelte eine Technik, mit der dreidimensionale 24-Bit-Bilder in 16-Bit-Grafiken umgewandelt (gerendert) wurden, wie sie das SNES handhaben konnte. Diese Technik führte Rare Hiroshi Yamauchi vor. Rare hatte vor, auf Basis dieser Technik ein Donkey-Kong-Spiel zu entwerfen. Sowohl Yamauchi als auch Miyamoto waren einverstanden. So verwendete Donkey Kong Country anstelle von Cartoon-artigen Sprites nun flüssig gerenderte Figurenmodelle und Realaufnahmen, die in 16-Bit-Bilder ohne großen Qualitätsverlust umgewandelt waren. Die Grafikleistung, die das Spiel möglich machte, lag höher als die der „moderneren“ 32-Bit-Geräte. Donkey Kong Country wurde ein großer Erfolg für Nintendo, da die Firma so mit als veraltet geltender Technik die Konkurrenz übertreffen konnte.

## Technisches
Donkey Kong Country benutzt ein SNES-Modul mit einer Größe von 32 Megabit zur Datenspeicherung. Auch die Fortsetzungen verwenden 32-Mbit-Module.
Bei den Donkey-Kong-Country-Teilen für das SNES handelt es sich um sogenannte Side-Scroller. Dies bedeutet, es werden also immer nur die Teile des Levels angezeigt, in denen sich die Kongs gerade bewegen. Dabei laufen die Bilder horizontal von links nach rechts oder umgekehrt. Der Spieler schaut dabei von der Seite auf das Spielgeschehen und das Bild wird in einer 2D-Grafik dargestellt. Bei Donkey Kong Country Returns handelt es sich ebenfalls um ein Side-Scroller-Jump-'n'-Run, dieses ist aber bereits ein 2½D-Videospiel. Hierbei gehen zweidimensionale Daten zu dreidimensional strukturierten Daten über. Auch im neusten Teil der Donkey-Kong-Country-Serie, Donkey Kong Country: Tropical Freeze, werden 2D-Elemente mit 3D-Elementen verbunden. Dies wird dadurch erreicht, dass sich die Kamera dort teilweise auch im Hintergrund bewegt oder manchen Levels umherdreht. Das erste Donkey-Kong-Spiel, das in kompletter 3D-Grafik erschien, ist das 1997 erschienene Diddy Kong Racing, gefolgt von Donkey Kong 64.
Auch für die Handheld-Umsetzungen von Donkey Kong Country dienen Steckmodule, sogenannte Cartridges, der Datenspeicherung. Diese besitzen beim Game-Boy-Color-Remake eine Größe von 32 Megabit, beim Game-Boy-Advance-Remake wird ein Cartridge mit der Größe von 64 Megabit verwendet.

## Verkaufte Einheiten
Von Donkey Kong Country wurden insgesamt ca. 9,30 Millionen Einheiten abgesetzt. Damit ist es nach Super Mario World und Super Mario All-Stars das dritterfolgreichste SNES-Spiel. Die Fortsetzungen von Donkey Kong Country konnten mit ca. 5,15 Millionen (DKC2) und ca. 3,51 Millionen (DKC3) verkauften Einheiten nicht mehr ganz an den Erfolg von DKC anschließen. Diese belegen damit Platz 6 bzw. 9 auf der Liste der erfolgreichsten SNES-Spiele.
Das Game-Boy-Color-Remake von Donkey Kong Country verkaufte sich ca. 2,19 Millionen Mal. Das Game-Boy-Advance-Remake ging ca. 2,04 Millionen Mal über den Ladentisch. Auf der Liste der erfolgreichsten GBA-Spiele belegt Donkey Kong Country damit Platz 23. Platz 1 belegt hier Pokémon Rubin- und Saphir-Edition mit ca. 15,85 Millionen verkauften Einheiten.

## Kritiken
Donkey Kong Country wurde durchgehend positiv bewertet.

„Grafik und Sound waren zu dieser Zeit sensationell. Kein anderes Spiel war so bunt und detailreich wie Donkey Kong Country und der schöne Soundtrack begeistert noch heute viele Fans. Der britische Humor, den Rareware einbrachte, trug ebenfalls dazu bei, dass das Spiel heute noch viele Fans hat und zudem auf mehreren Plattformen ein Remake bekam, zuletzt für die Virtual Console der Nintendo Wii. Neben den Mario-Spielen dürfte Donkey Kong Country zu den besten Jump'n Runs aller Zeiten gehören.“

„Donkey Kong Country ist ohne Frage eines der bedeutendsten Spiele, die das SNES insgesamt gesehen hat. Besonders der erste Teil war ein absoluter Klassiker, aber auch die weiteren Teile der kompletten Donkey Kong Country Serie (das heißt Teil 2 + 3) können sich ebenso sehen lassen. Eigentlich war es ein ziemlich überraschender Hit, denn soviel hatte man sich von diesem Spiel nun auch nicht erwartet. […]. Insgesamt kann man wirklich sagen, dass Donkey Kong Country eines der besten und auch beliebtesten SNES Games ist und auch eines der besten Jump n Runs überhaupt. Es ist optisch genial, bietet guten Sound, ist leicht zu bedienen und vor allem macht es einen riesen Spaß. Sehr zu empfehlen.“

„Als Donkey Kong Country rauskam, staunten alle über die hübsche Grafik. Solche gut vorgerenderten Hintergründe und Figuren, hat man bis dahin selten gesehen.
Das Gameplay ist hervorragend. Damals konnte RARE noch zeigen, was sie drauf haben. […]. Außerdem ist der Sound, also die Musik vor allem zu loben. Ein Muss für jeden Jump’n’Run-Fan.“

Die Bewertung bei GameRankings lag bei 88,94 %, die Bewertungswebsite Metacritic vergibt für die GBA-Version des Spiels einen Metascore von 78. Die Videospielwebsite GameSpot bewertet DKC mit 9.1, bei IGN liegt die Bewertung bei 8.5.

## Soundtrack
Der Soundtrack von Donkey Kong Country wurde am 1. März 1995 unter dem Namen DK Jamz veröffentlicht. Komponiert wurde er von David Wise, Robin Beanland und Eveline Fischer, wobei die meisten Tracks von Wise stammen. Dieser produzierte später auch die Soundtracks von Donkey Kong Country 2: Diddy’s Kong Quest und Donkey Kong Country 3: Dixie Kong’s Double Trouble!.
Der Soundtrack besitzt 50 Tracks, wobei bei den Tracks 24–48 keine Musik zu hören ist. Nach diesen sind zwei „geheime“ Tracks versteckt, die nicht auf der Tracklist angegeben sind. Zusammen mit den „stillen Tracks“ hat der Soundtrack eine Laufzeit von 49:40 Minuten. Auf der deutschen Version von DK Jamz sind die versteckten Tracks nicht vorhanden.
Es ist möglich, sich diverse Musikstücke aus dem Spiel im Speicherwahl-Menü anzuhören. Dazu muss die Auswahl „Erase Game“ (Spiel löschen) angewählt werden und danach die Tastenfolge „Runter, A, R, B, Y, Runter, A, Y“ betätigt werden. Im Anschluss kann man durch Betätigen der Select-Taste durch die Musikstücke schalten.
Von DK Jamz wurde am 12. September 2004 eine Remix-Version von OverClocked ReMix mit dem Namen „Kong in Concert“ veröffentlicht. Einige Tracks aus dem Donkey-Kong-Country-Soundtrack werden auch in Super Smash Bros. Brawl verwendet. Zudem basieren Soundtracks anderer Donkey-Kong-Spiele wie Donkey Kong Jungle Beat, Donkey Kong Country Returns oder Donkey Kong Country: Tropical Freeze teilweise auf DK Jamz.
| DK Jamz | DK Jamz |
| --- | ------- |
| 1. Theme – 1:27 – David Wise 2. Simian Segue – 1:59 – Eveline Fischer 3. DK Island Swing – 3:03 – David Wise 4. Cranky's Theme – 1:19 – David Wise 5. Jungle Groove – 2:26 – David Wise 6. Cave Dweller Concert – 3:10 – David Wise 7. Bonus Room Blitz – 1:02 – David Wise 8. Aoqatic Ambiance – 3:30 – David Wise 9. Candy's Love Song – 1:19 – Eveline Fischer 10. Bad Boss Boogie – 2:01 – David Wise 11. Mine Cart Madness – 2:28 – David Wise 12. Life In The Mines – 2:13 – David Wise 13. Voices Of The Temple – 2:14 – Eveline Fischer 14. Forest Frenzy – 2:03 – Eveline Fischer 15. Treetop Rock – 2:00 – Eveline Fischer 16. Funky's Fugue – 2:18 – Robin Beanland 17. Misty Menace – 2:30 – David Wise 18. Northern Hemispheres – 2:30 – Eveline Fischer 19. Ice Cave Chant – 2:06 – Eveline Fischer 20. Fear Factory – 2:11 – David Wise 21. Gang-Plank Galleon – 1:53 – David Wise 22. K. Rool's Cacophony – 0:24 – David Wise 23. The Credits Concerto – 2:16 – David Wise Versteckte Tracks: 1. End Of Turn – 0:21 – David Wise 2. End Of Stage – 0:07 – David Wise |         |
| |         |

## VHS
Teil von Nintendos Werbekampagne zu Donkey Kong Country war eine VHS-Kassette mit dem Titel Donkey Kong Country Exposed, die an die Abonnenten des Magazins Nintendo Power verschickt wurde. Das ca. 15-minütige Video der Promo-VHS wird vom amerikanischen Comedian Josh Wolf moderiert. Dieser besucht die Zentrale von Nintendo of America und interviewt dort einige Mitarbeiter zur Arbeit an Donkey Kong Country. Im Video wird unter anderem kurz auf die Hintergrundgeschichte, die Charaktere, die Levels, die Tierhelfer und den Soundtrack des Spiels eingegangen. Auch die Zusammenarbeit mit Rare wird thematisiert, beispielsweise telefoniert Wolf kurz mit Raregründer Tim Stamper.

## Remakes

### Game Boy
Im direkten Anschluss an die Veröffentlichungen der einzelnen DKC-Teile wurde für den Game Boy eine jeweilige Version entworfen, Donkey Kong Land, Donkey Kong Land 2 und Donkey Kong Land 3. Die Game-Boy-Spiele basieren zwar auf den SNES-Spielen, besitzen aber eigene Level und sind somit nicht als Direktumsetzungen anzusehen. Dabei ist Donkey Kong Land zudem das Spiel der Land-Reihe, das am meisten von den SNES-Vorbildern abweicht. Während beispielsweise die Spielwelten in Donkey Kong Land 2 fast gänzlichen denen aus Donkey Kong Country 2 nachempfunden sind, besitzt Donkey Kong Land vier komplett neudesignte Spielwelten. Auch die Hintergrundgeschichte wurde anders gestaltet. Donkey Kong Land ist mit ca. 3,91 Millionen verkauften Einheiten das erfolgreichste Remake von Donkey Kong Country.

### Game Boy Color
Im Jahr 2000 erschien unter dem Titel Donkey Kong Country ein inzwischen farbiges Remake von DKC für den Game Boy Color. Dieses stellt, anders als Donkey Kong Land, eine Direktumsetzung des SNES-Originals dar. Allerdings enthält es auch einige Änderungen. Gespeichert wird zum Beispiel nicht mehr im Speicherfass von Candy Kong, sondern automatisch, wenn ein Level beendet wurde. Donkey Kong Country ist eines der wenigen Game-Boy-Color-Spiele, die den Game Boy Printer unterstützen. Mit diesem können Sticker, die im Spiel gefunden werden, ausgedruckt werden. Zudem besitzt dieses Handheld-Remake einen Mehrspielermodus via Link-Kabel.
Das Game-Boy-Color-Remake verkaufte sich ca. 2,19 Millionen Mal.

### Game Boy Advance
2003 kam ein weiteres Remake von Donkey Kong Country für den Game Boy Advance auf den Markt. Dieses kam durch die erheblich bessere Technik des GBA näher an das SNES-Original heran. Allerdings enthält das Spiel auch einige Änderungen, beispielsweise wird die Anzahl der Leben des Spielers gespeichert. Auch DKC2 und DKC3 wurden anschließend für den Game Boy Advance umgesetzt. Die GBA-Version wurde ca. 2,04 Millionen Mal verkauft.

### Wii
Am 8. Dezember 2006 erschien Donkey Kong Country als Virtual-Console-Spiel auf der Nintendo Wii. Dabei konnte über den Wii-Shop-Kanal für 800 Wii-Points ein Speicherabbild von DKC heruntergeladen und auf einem Emulator der Virtual Console gespielt werden. Am 25. November 2012 nahm Nintendo die Spiele der Donkey-Kong-Country-Reihe aber vorübergehend aus dem Satz der Virtual Console. Bis dahin gekaufte Speicherabbilder blieben zwar auf der Konsole gespeichert und konnten unverändert neu heruntergeladen, gestartet und gespielt werden, allerdings konnten sie nicht neu erworben werden. Seit 30. Oktober 2014 ist Donkey Kong Country aber wieder in der Virtual Console der Wii verfügbar. Donkey Kong Country 2 & 3 ebenfalls. Das Spielgeschehen kann man sowohl mit dem Wii-Classic-Controller, als auch dem GameCube-Controller steuern.

### Wii U
Seit dem 16. Oktober 2014 ist Donkey Kong Country im eShop der Wii U für 7,99 € erwerbbar. Bis zum 6. November 2014 bot es in den sogenannten „Donkey-Kong-Country-Wochen“ eine Ermäßigung von 33 % auf Donkey Kong Country: Tropical Freeze. Auch die Nachfolger Donkey Kong Country 2 & 3 erschienen im eShop. Das Spiel kann mit dem Wii U GamePad, dem Wii U Pro Controller, der Wii-Fernbedienung und dem Wii-Classic-Controller Pro gesteuert werden. Die Wii-U-Version unterstützt nur die englische Sprachausgabe.

### SNES Classic Mini
Donkey Kong Country ist als einziges Spiel der Donkey-Kong-Country-Reihe für das SNES auf dem 2017 erschienenen Nintendo Classic Mini: Super Nintendo Entertainment System neben 20 anderen SNES-Spielen installiert. Das Spiel ist ausschließlich auf Englisch, da es sich bei allen ROMs des SNES Classic Mini jeweils um die US-Version handelt.

### Nintendo Switch Online
Donkey Kong Country ist neben 51 anderen SNES-Spielen für Abonnenten von Nintendo Switch Online verfügbar.

## Fortsetzungen
Nach dem großen Erfolg von Donkey Kong Country veröffentlichte Nintendo pünktlich zum Weihnachtsgeschäft 1995 Donkey Kong Country 2: Diddy’s Kong Quest als ersten Nachfolger von DKC. Die Fortsetzung basiert sowohl spielerisch als auch technisch auf Donkey Kong Country, bietet aber auch diverse Neuerungen. So müssen beispielsweise Bonusräume nicht nur gefunden, sondern in ihnen auch zeitlich begrenzte Aufgaben absolviert werden, für deren Beendigung man eine sogenannte Kremmünze erhält. Auch neue Mitglieder der Kong-Familie, wie Cranky Kongs Ehefrau Wrinkly Kong oder der Quizmaster Swanky Kong wurden eingeführt. Donkey Kong Country 2 wurde von den Kritikern durchgehend gelobt und ein finanzieller Erfolg, wenn auch an die enormen Absatzzahlen des ersten Teils nicht mehr angeschlossen werden konnte.
Den letzten Teil der ursprünglichen Donkey-Kong-Country-Reihe für das SNES stellt Donkey Kong Country 3: Dixie Kong’s Double Trouble! dar. Auch in diesem Spiel sind Neuerungen vorhanden, zum Beispiel müssen Bananenvögel gefunden werden. Auch die Kritiken des dritten Teils der Serie fielen stets positiv aus, die Absatzzahlen lagen aber stark hinter denen der Vorgänger, was auch an der hauseigenen Konkurrenz des kurz zuvor veröffentlichten Nintendo 64 lag.
16 Jahre nach dem ersten Teil wurde die Donkey-Kong-Country-Reihe mit Donkey Kong Country Returns auf der Wii fortgesetzt. Donkey Kong Country Returns greift auf bekannte Dinge aus den SNES-Vorgängern zurück, enthält aber auch verschiedene Neuerungen. So wurden beispielsweise gänzlich neue Gegner, die sogenannten Tikis, eingeführt, die die Kremlings aus den SNES-Teilen ersetzten. Der vierte Teil stammt erstmals auch nicht aus dem Hause Rare, sondern wurde vom US-amerikanischen Videospielhersteller Retro Studios entwickelt. Der Hersteller Retro Studios erlangte in dieser Zeit bereits durch die Entwicklung der Computerspiel-Trilogie Metroid Prime große Bekanntheit.
Auf der E3 2013 wurde von Nintendo der fünfte Teil Donkey Kong Country: Tropical Freeze vorgestellt. Auch dieser wird von Retro Studios entwickelt und erschien am 21. Februar 2014 für die Wii U und am 4. Mai 2018 als Portierung für die Nintendo Switch.

## Spielzeitrekord
Der anerkannte Weltrekord für die schnellste Spielzeit der SNES-Version von Donkey Kong Country liegt bei 31 Minuten. Hier wurde das Spiel nur beendet, aber nicht alle Bonusräume absolviert. Dieser Rekord wird von Timothy Peters gehalten und am 9. Mai 2012 aufgestellt.
Der anerkannte Weltrekord für einen Spielstand von 101 %, also für die Beendigung des Spiels mit allen Bonusräumen, liegt bei einer Spielzeit von 44 Minuten. Diesen Rekord stellte Adam Sweeney am 23. August 2007 auf.

## Auszeichnungen
Donkey Kong Country wurde mehrfach ausgezeichnet:
| Auszeichnung                                         | Zeitschrift   | Jahr bzw. Ausgabe      |
| ---------------------------------------------------- | ------------- | ---------------------- |
| Nr. 17 der „Top 100 Video-Spiele aller Zeiten“       | FLUX Magazine | Ausgabe Nr. 4          |
| Bestes SNES Action/Plattform-Spiel aus dem Jahr 1994 | GameFan       | Vol. 3, Ausgabe 1 1994 |
| Beste SNES Special-Effects                           | GameFan       | Vol. 3, Ausgabe 1 1994 |
| Spiel des Jahres 1994                                | VideoGames    | März 1995              |
| Bestes SNES-Spiel im Jahr 1994                       | VideoGames    | März 1995              |
| Bestes Action-Spiel im Jahr 1994                     | VideoGames    | März 1995              |
| Beste Grafik im Jahr 1994                            | VideoGames    | März 1995              |
| Bestes Gameplay im Jahr 1994                         | VideoGames    | März 1995              |

## Trivia
- Zu Beginn des Spiels bedient Cranky Kong einen Plattenspieler und steht dabei auf einem roten Gerüst. Dieses Gerüst soll höchstwahrscheinlich auf die Spielwelt im Donkey-Kong-Arcade-Spiel anspielen. Die dabei zu hörende Musik aus dem Plattenspieler ist die Titelmelodie des Arcade-Spiels.
- Im Wii-U-Nachfolger Donkey Kong Country: Tropical Freeze ist im Level „1-3 Wrackwanderung“ ein Plattenspieler zu finden, der durch eine Trommelattacke die Donkey-Kong-Country-Theme abgespielt.
- Im Spiel Super Smash Bros. basiert die Stage „Tiefster Kongo“, in Super Smash Bros. Melee, Super Smash Bros. Brawl, Super Smash Bros. for Nintendo 3DS und Super Smash Bros. for Wii U die Stage „Tropen Trubel“ auf Donkey Kong Country.

## Sonstiges
Donkey Kong Country war Gegenstand eines insgesamt zwölf-seitigen Comics, welcher 1995 in drei Teilen in drei Ausgaben des Club-Nintendo-Heftes und im Spieleberater des Spiels Donkey Kong Country 2 veröffentlicht wurde.
Außerdem erschien eine Fernsehserie, die auf Donkey Kong basiert. In Deutschland wurde sie unter dem Namen Donkey Kongs Abenteuer veröffentlicht, die amerikanische Version trägt den Namen Donkey Kong Country.
Für das Spiel erschien ein offizieller Spieleberater mit Levelkarten, Lösungswegen und weiteren Spieltipps.
In Donkey Kong Country gibt es offizielle Tastenkombinationen, die geheime Dinge freischalten oder Cheat-Wirkung besitzen. Startet man das Spiel und drückt bei Erscheinen von Cranky Kong die Tastenfolge „Runter, Y, Runter, Runter, Y“, so beginnt eine Bonus-Stage, in der man alle Tierhelfer-Bonusspiele absolvieren kann. Drückt man in der Speicher-Auswahl „Erase Game“ (Spiel löschen) und gibt die Tastenfolge „B, A, R, R, A, L “ ein, kann man das Spiel mit 50 Leben beginnen.
Einige SNES-Spiele wurden zusammen mit der Konsole in einem sogenannten „Bundle“ verkauft. Auch von Donkey Kong Country kamen limitierte Bundles auf den Markt.